# 澳大利亞斑鮃
澳大利亞斑鮃為輻鰭魚綱鰈形目鰈亞目牙鮃科的其中一種，為温帶海水魚，分布於西南太平洋澳洲東南部至昆士蘭省南部海域，棲息深度10-20公尺，體橢圓，體褐色，有三個假眼斑在側線上面與下面，與小的深色環與斑塊散佈在身體與中央的鰭上，上面輪廓在眼睛上方之前頭部有淺的凹槽，吻些微地伸出，短於眼直徑，背鰭軟條74-80枚;臀鰭軟條58-61枚，體長可達25公分，棲息在沙泥底質底層水域，以底棲生物為食，生活習性不明，可作為食用魚。